# Daughters
Daughters (Дотерс) — американський рок- гурт, створений 2002 року в місті Провіденс, штат Род-Айленд. Наразі гурт складається з вокаліста Алексіса Маршалла, гітариста Ніколаса Ендрю Седлера, барабанщика Джона Сайверсона та басиста Семюела Мурхауса Вокера.
Гурт розпочинав з жанру грайндкор і розвивала своє звучання з кожним альбомом. Новіші альбоми гурту підпадають під жанр нойз-рок. У 2018 році гурт уклав угоду з Ipecac Records і видав альбом You Won't Get What You Want, який отримав загальне схвалення критиків, деякі з яких назвали його одним із найкращих альбомів року. У цьому альбомі Daughters, на відміну від попередніх своїх робіт, використали більш звичні структури пісень та вокал.

## Історія

### Створення таCanada Songs(2002—2003)
До створення Daughters, вокаліст Алексіс С. Ф. Маршалл, гітарист Джеремі Вабіщевіч і барабанщик Джон Сайверсон грали в американському грайндкор гурті As the Sun Sets. Після її розпаду Маршалл, Вабіщевіч і Сайверсон сформували Daughters разом з гітаристом Ніколасом Ендрю Седлером і басистом Петом Мастерсоном.Фронтмен гурту Маршалл бачив Daughters як новий колектив, а не як продовження As the Sun Sets.
25 березня 2002 року (всього через три дні після офіційного створення колективу) Daughters видали свій дебютний EP Daughters на лейблі City of Hell Records. Daughters зіграли свій перший концерт наприкінці травня в Munch House в Провіденсі, Род-Айленд. Тоді Daughters зіграли разом з гуртами Backstabbers Inc. і Dead and Gone. У жовтні 2002 року гурт сконцентрувався на написанні матеріалу для свого дебютного альбому, і 12 серпня 2003 року Daughters видали свій дебютний альбом Canada Songs на лейблі Robotic Empire .

### Hell Songs(2004—2006)
У червні 2004 року Daughters видали свій перший концертний альбом Live at CBGB на лейблі City of Hell. У середині 2005 року гурт підписав контракт з Hydra Head Records . Під час гастролей у 2004 та 2005 роках Daughters зіграли багато ранніх версій пісень, які пізніше з'явилися в альбомі Hell Songs, таких як «Feisty Snake-Woman», «Boner X-Ray», «Fiery Wolves» і «Crotch Buffet». У березні 2006 року гурт розпочав запис свого наступного альбому. У травні 2006 року гурт опублікував подробиці про альбом (назву, продюсера, студію звукозапису та трек-лист). 8 серпня 2006 року Daughters опублікували свій другий альбом Hell Songs на лейблі Hydra Head.

### АльбомDaughtersі розпад (2007—2010)
Запис третього альбому гурту розпочався наприкінці квітня 2009 року, а завершився вже в червні того ж року. Але у серпні Daughters раптово розлучилися. Після закінчення запису для альбому Маршалл і Седлер посварилися, в результаті чого Маршалл покинув гурт. Інші учасники гурту вирішили оголосити перерву, очікуючи, що Алексіс колись знову приєднається до колективу. Седлер продовжив працювати над альбомом, зокрема над художньою його частиною. Маршалл вирішив, що він хоче повернутися до гурту, але лише за умови, що його покине Седлер. Це призвело до того, що бас-гітарист Семюель М. Вокер залишив гурт, а згодом і до цілковитого розпаду Daughters.
Про розпад ніколи не було офіційно оголошено, і ніхто за межами гурту про нього не знав до кінця 2009 року . Через кілька місяців після розпуску Маршалл і Сайверсон відновили зв'язок і вирішили продовжити роботу ,заявляючи: «Ми заснували цей гурт, і ми єдині двоє людей, які пройшли через усе разом, тому не було жодних причин зупинятися». Седлер сказав: "Я не думаю, що я коли-небудь знову буду грати з Daughters — я пережив занадто багато стресу, і мені набагато краще в гурті Fang Island ".
Гурт виступив із одноразовим таємним шоу в школі дизайну Род-Айленд у Провіденсі, де зіграли більшість пісень зі свого майбутнього альбому. Це був перший і єдиний раз, коли Daughters грали пісні зі свого однойменного альбому до возз'єднання в 2013 році . Незважаючи на «розпад», Daughters видали свій третій альбом Daughters 9 березня 2010 року на лейблі Hydra Head. Керівництво гурту оголосило, що туру на підтримку альбому не буде.

### Воз'єднання і сесії запису (2013—2014)
Маршалл назвав Енді Лоу з Robotic Empire причиною возз'єднання Daughters. Поки Маршалл і Седлер не розмовляли, Лоу сказав їм обом, що один із них хоче бачити іншого, хоча жоден із них такого не казав. Не знаючи цього, вони неохоче погодилися повечеряти разом. Під час вечері вони дізналися, що Лоу обдурив їх, щоб вони знову поговорили один з одним. Ситуацію описав Маршалл: «Ми сіли, повечеряли і через 15 хвилин вже почали говорити про плани. Я думаю, нам просто потрібно було опинитися в одній кімнаті». Потім він сказав: «Здається, що минуло достатньо часу, щоб ми з Ніком забули про будь-які проблеми, бо вони вже не здавалися такими важливими».
Розповідаючи про возз'єднання Daughters, Маршалл зазначив, що гурт замислювався про це вже деякий час. Він також згадав, як фанати регулярно запитували його про долю Daughters коли він був у турі зі своїм іншим гуртом Fucking Invincible. Він казав: «Це божевільно. Людям насправді це досі подобається», маючи на увазі Daughters. Коли Маршалл повернувся додому з туру з Fucking Invincible, він надіслав групове повідомлення іншим учасникам гурту, у якому говорилося: «Люди хочуть, щоб ми щось робили. Нам варто просто піти і зіграти кілька концертів, тому що це написання [матеріалу] займає набагато більше часу, ніж передбачалося. Не будемо переживати про це; просто зіграємо кілька шоу, а потім все стане на свої місця. Все стане на свої місця, як тільки ми прийдемо до думки бути в Daughters і бути один з одним».
13 вересня 2013 року Daughters провели одне шоу в Род-Айленді. Завдяки великому попиту було проведено ще одне шоу 15 вересня. Хоча на той час жодних офіційних заяв щодо воз'днання не було зроблено, гурт був активним у соціальних мережах і записував демо-версії пісень. Влітку 2014 року колектив розпочав запис на студії Machines With Magnets у Провіденсі. У липні 2014 під час цих записів гурт натякнув на новий матеріал у Facebook. Однак усі записи цієї сесії були відкладені, оскільки гурт був незадоволений результатом, а Маршалл стверджував, що вони «занадто поспішили» і що записи в підсумку звучали «незавершеними». Седлер сказав, що записи були відкладені, щоб гурт міг «експериментувати з новими ідеями».

### You Won't Get What You Wantі перерва (2015—2021)

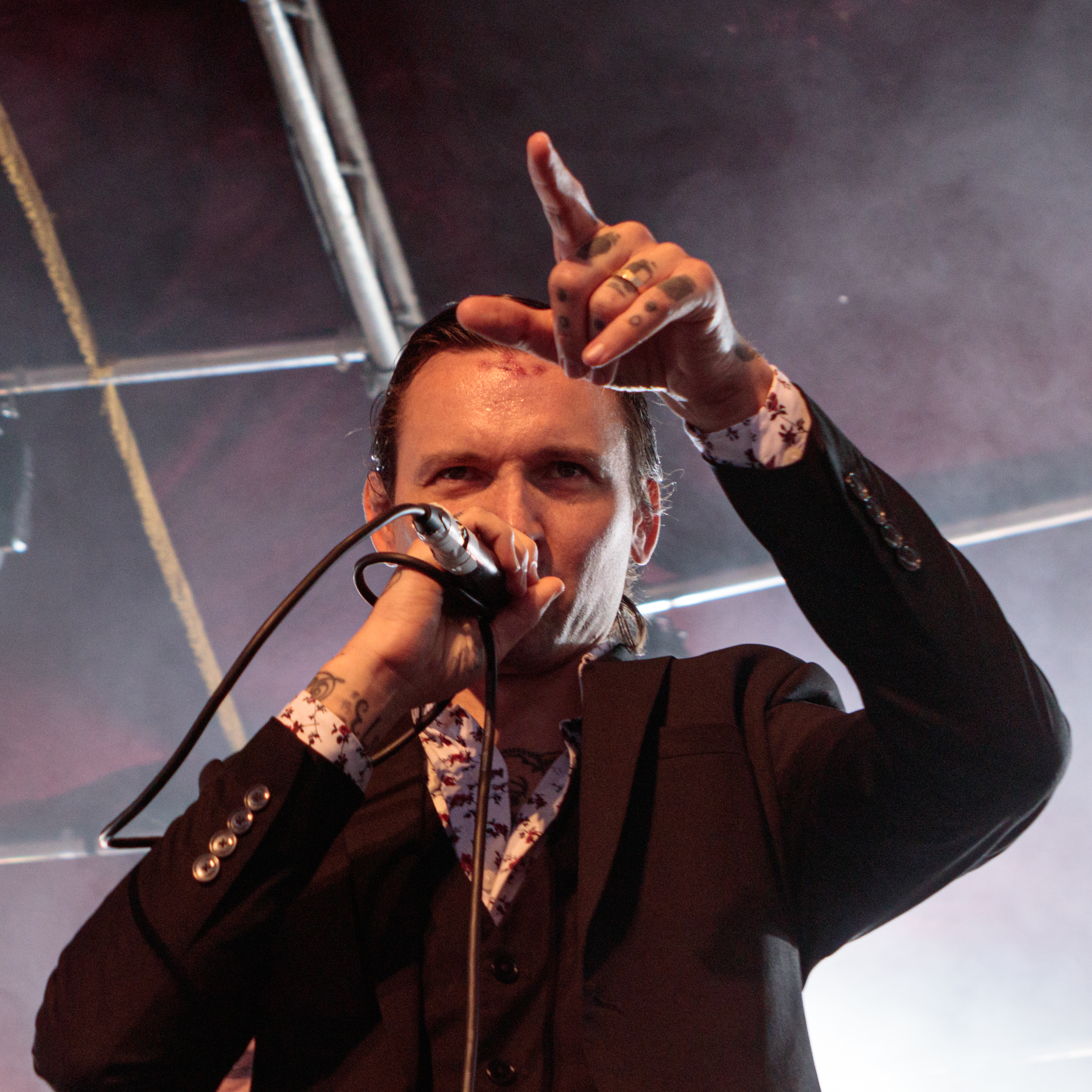
Алексіс С. Ф. Маршалл виступає з Daughters на фестивалі Haldern Pop Festival 2019

У 2015 році Daughters опублікували у Facebook фотографію своїх учасників на студії звукозапису Machines With Magnets. У вересні 2016 року гурт оголосив через Instagram, що вони «знову записуватимуть музику під час майбутнього туру». У цьому турі Daughters зіграли нову пісню «Long Road, No Turns». У квітні 2018 року Daughters повідомили, що запис гітар для їхнього майбутнього альбому завершено.
13 липня 2018 року Daughters видали «Satan in the Wait» — головний синґл з їхнього майбутнього альбому на Ipecac Recordings ., назва якого, You Won't Get What You Want, була оголошена 17 серпня разом із другим синґлом «The Reason They Hate Me», який був описаний як «шумніший і грубіший», ніж головний сингл. Третій синґл «Long Road, No Turns» був виданий 2 жовтня, і журнал Rolling Stone похвалив його за те, що це «ще один унікальний звір: безладні ритми пронизують бурхливий шар дисторшна, а Маршалл, голос якого кришталево чистий, співає про помилки та розбиття».
You Won't Get What You Want був опублікований 26 жовтня 2018. Альбом отримав загальне визнання критиків і був включений у списки найкращих альбомів року в багатьох виданнях. Перший музичний кліп гурту на пісню «Less Sex» вийшов 14 січня 2019 року, режисером якого став колишній гітарист Daughters Джеремі Вабіщевіч.
У жовтні 2021 року Маршалла звинуватила в жорстокому поводженні його колишня дівчина Крістін Хейтер, яка виступає під псевдонімом Lingua Ignota . У грудні Хейтер ствердила, що Маршалл коїв зґвалтування та ментальне насильство під час їхніх стосунків з липня 2019 року по червень 2021 року . За декілька днів до цього Daughters оголосили про паузу у діяльності гурту на найближчий час, таким чином скасувавши декілька виступів, що мали відбутися у січні 2022 року.

## Музичний стиль
Ранній матеріал Daughters спочатку описували як грайндкор, тоді як їхній пізніший матеріал був описаний як нойз-рок . Стиль Daughters був також описаний як індастріал-рок, no wave, мат-рок, маткор, пост-панк, експериментальний рок, мат-метал, альтернативний метал, арт-рок та арт-метал . Седлер сказав, що він завжди не погоджувався з тим, щоб Daughters описували як мат-рок або маткор-гурт, заявивши, що «[Daughters] завжди були свого роду прорахованим гуртом, але не у сенсі мат-року. Ніхто з нас взагалі не має музичної освіти, і я не думаю, що хтось у Daughters брав які-небудь уроки. Музика просто виходить такою, і це завжди було характерною особливістю гурту».
З публікацією другого альбому гурту, Hell Songs, вокальний стиль Маршалла помітно змінився від пронизливих криків до стилю співу, який протягом багатьох років порівнювали зі стилем Девіда Йоу Ніка Кейва і Майкл Гіра, а також був описаний як "Елвіс Преслі, якого катують " і « Джеррі Лі Льюїс під дією галюциногенів». Маршалл пояснив причину зміни вокалу: «Ці хлопці [з гурту] вміють грати. Я не хочу виглядати так: „Друзі, будьте вражаючі, а я просто закричу“. Ми не такий гурт. Наша музика не така, то чому спів має бути таким, як інші гурти?»

## Учасники
| Нинішні - Алексіс С. Ф. Маршалл — вокал (2002—2009, 2013–дотепер) - Ніколас Седлер — гітара (2002—2003, 2004—2009, 2013–дотепер) - Джон Сайверсон — ударні (2002—2009, 2013–дотепер) - Семюел Вокер — бас-гітара (2004—2009, 2013–дотепер) | Колишні - Джеремі Вабіщевіч — гітара (2002—2003) - Пет Мастерсон — бас-гітара (2002—2004) - Перрі Піте — гітара (2003—2004) - Брент Фраттіні — гітара (2003—2007) |

## Дискографія

### Студійні альбоми
| Назва                       | Деталі альбому                                                                                         |
| --------------------------- | --- |
| Canada Songs                | - Опубліковано: 12 серпня 2003 - Лейбл: Robotic Empire - Формати: CD, LP, цифрове завантаження, касета |
| Hell Songs                  | - Опубліковано: 8 серпня 2006 - Лейбл: Hydra Head - Формати: CD, LP, цифрове завантаження              |
| Daughters                   | - Опубліковано: 9 березня 2010 року - Лейбл: Hydra Head - Формати: CD, LP, цифрове завантаження        |
| You Won't Get What You Want | - Опубліковано: 26 жовтня 2018 - Лейбл: Ipecac - Формати: CD, LP, цифрове завантаження                 |

### Живі записи
| Назва         | Деталі альбому                                                    |
| ------------- | ----------------------------------------------------------------- |
| Наживо у CBGB | - Опубліковано: 13 червня 2004 - Лейбл: City of Hell - Формат: CD |

### Мініальбоми
| Назва     | Деталі мініальбому                                                 |
| --------- | ------------------------------------------------------------------ |
| Daughters | - Опубліковано: 25 березня 2002 - Лейбл: City of Hell - Формат: 7" |

### Синґли
| Пісня                     | Рік  | Альбом                      |
| ------------------------- | ---- | --------------------------- |
| «The First Supper»        | 2010 | Daughters                   |
| «Satan in the Wait»       | 2018 | You Won't Get What You Want |
| «The Reason They Hate Me» | 2018 | You Won't Get What You Want |
| «Long Road, No Turns»     | 2018 | You Won't Get What You Want |